# Odites
Odites är ett släkte av fjärilar. Odites ingår i familjen plattmalar.

## Dottertaxa tillOdites, i alfabetisk ordning[1]
- Odites actuosa
- Odites agathopella
- Odites agraula
- Odites albidella
- Odites analogica
- Odites anasticta
- Odites anisocarpa
- Odites apicalis
- Odites approximans
- Odites arenella
- Odites argillacea
- Odites argyrophanes
- Odites armilligera
- Odites aspasta
- Odites assidua
- Odites atalanta
- Odites atmopa
- Odites atomosperma
- Odites atonopa
- Odites atrimersa
- Odites atropunctella
- Odites balanospila
- Odites balsamias
- Odites bambusae
- Odites brachyclista
- Odites carcharopa
- Odites carterella
- Odites cataxantha
- Odites centrias
- Odites choricopa
- Odites circiformis
- Odites citrantha
- Odites citromela
- Odites collega
- Odites concava
- Odites consecrata
- Odites consignata
- Odites continua
- Odites crocota
- Odites crossophanta
- Odites cuculans
- Odites cyphoma
- Odites diacentra
- Odites diopta
- Odites duodaca
- Odites emensa
- Odites encarsia
- Odites eriopa
- Odites euphema
- Odites exterrita
- Odites fessa
- Odites flavedinella
- Odites flavimaculata
- Odites fotsyella
- Odites fructuosa
- Odites fruticosa
- Odites furfurosa
- Odites glaphyra
- Odites gomphias
- Odites gymnodoxa
- Odites haplogramma
- Odites haplonoma
- Odites hederae
- Odites hemigymna
- Odites hemipercna
- Odites heptasticta
- Odites hermatica
- Odites holocitra
- Odites holotorna
- Odites homocirrha
- Odites idonea
- Odites incallida
- Odites incolumis
- Odites incusata
- Odites insons
- Odites inversa
- Odites isocentra
- Odites isosticha
- Odites issikii
- Odites kollarella
- Odites laconica
- Odites lioxesta
- Odites lividula
- Odites luteella
- Odites malagasiella
- Odites malivora
- Odites matura
- Odites melititis
- Odites meloxantha
- Odites metaphracta
- Odites metascia
- Odites microbolista
- Odites monogona
- Odites mtaclista
- Odites natalensis
- Odites nectaropa
- Odites notocapna
- Odites notosticta
- Odites nubeculosa
- Odites obumbrata
- Odites obvia
- Odites ochrodryas
- Odites oligectis
- Odites orthometra
- Odites pancyclia
- Odites paracyrta
- Odites pedicata
- Odites pelochrosta
- Odites perfusella
- Odites periscias
- Odites perissa
- Odites perissopis
- Odites plocamopa
- Odites practoria
- Odites praefixa
- Odites pragmatias
- Odites procellosa
- Odites prosedra
- Odites psilotis
- Odites pubescentella
- Odites pudica
- Odites ratellina
- Odites repetita
- Odites ricinella
- Odites ricini
- Odites scribaria
- Odites sebdorella
- Odites semibrunnea
- Odites semisepta
- Odites siccinervis
- Odites sphaerophyes
- Odites sphenidias
- Odites subsignella
- Odites sucinea
- Odites superscripta
- Odites swinhoei
- Odites thesmia
- Odites tinactella
- Odites typota
- Odites walkenaerana
- Odites velipotens
- Odites venusta
- Odites xenophaea